# Ljoedmila Andonova
Ljoedmila Grudeva Andonova-Zhecheva, Людмила Грудева Андонова-Жечева, (Novotsjerkassk, 6 mei 1960) is een voormalige Bulgaarse hoogspringster. Ze behoort tot de beste hoogspringsters aller tijden. Haar persoonlijk record van 2,07 m was in 1984 genoeg om het wereldrecord met 2 centimeter te verbeteren. Stefka Kostadinowa evenaarde dit record op 25 mei 1986 en verbeterde het enkele dagen later tot 2,08. Andonova's 2,07 is echter nog steeds de twee na beste wereldprestatie ooit (peildatum december 2020). Ze nam tweemaal deel aan de Olympische Spelen, maar won hierbij geen medailles.

## Biografie
Andonova won tweemaal de Balkan Spelen (1981, 1984). In 1981 won ze op de universiade een zilveren medaille met hoogspringen achter de Italiaanse Sara Simeoni en voor de Russische Tamara Bykova. In 1984 won ze het hoogspringen op de Olympische Boycot Spelen door de Russische hoogspringsters Galina Butusova (zilver) en Tamara Bykova (brons) te verslaan. Alle drie sprongen dezelfde hoogte van 1,96, maar Andonova gebruikte minder pogingen.
Het jaar na haar recordsprong werd Andonova voor de duur van acht maanden geschorst. Bij haar was amfetaminegebruik geconstateerd en dat was een overtreding van de dopingregels. Haar trainer Hristo Tsonovu kreeg een laatste waarschuwing. Bij een volgende overtreding zou hij zijn recht op het trainerschap verliezen. 
In 1988 haalde ze met 1,93 op de Olympische Spelen van Seoel een gedeelde vijfde plaats met Galina Astafei. Op de Olympische Spelen van 1992 in Barcelona was haar 1,88 in de kwalificatieronde niet voldoende om zich te plaatsen voor de finale.
Ljoedmila Andonova is getrouwd met olympisch tienkamper Atanas Andonov en moeder van twee kinderen.

## Titels
- Bulgaars kampioene hoogspringen - 1981, 1982, 1984, 1992
- Bulgaars indoorkampioene hoogspringen - 1979, 1982, 1992

## Persoonlijk record
| Onderdeel    | Prestatie      | Datum        | Plaats  |
| ------------ | -------------- | ------------ | ------- |
| hoogspringen | 2,07 m (ex-WR) | 20 juli 1984 | Berlijn |

## Palmares

### hoogspringen
- 1981:  Balkan Games - 1,95 m
- 1981:  Universiade - 1,94 m
- 1981:  Europese beker - 1,92 m
- 1982: 6e EK - 1,91 m
- 1984:  Balkan Games - 1,97 m
- 1984:  Vriendschapsspelen - 1,96 m
- 1988: 5e OS - 1,93 m